# William Woods Holden
William Woods Holden, född 24 november 1818 i Durham County, North Carolina, död 1 mars 1892 i Raleigh, North Carolina, var en amerikansk republikansk politiker och publicist. Han var North Carolinas guvernör från maj till december 1865 och på nytt 1868–1870.
Holdens farfar hade kommit till Brittiska Amerika från England. William Woods Holden studerade juridik på kvällarna under Henry Watkins Miller i Raleigh och fick 1841 tillståndet att arbeta som advokat. I stället för att fortsätta inom juridiken valde han att sysselsätta sig inom tidningsbranschen. Från och med år 1842 var han ansvarig utgivare för North Carolina Standard. I sin tidning förespråkade Holden minoriteternas rättigheter och politiska reformer. Efter amerikanska inbördeskrigets slut fick Holden först inneha guvernörsämbetet i ett halvår. Holden efterträdde sedan 1868 Jonathan Worth som guvernör och efterträddes 1870 av Tod Robinson Caldwell. Holden var tvungen att lämna ämbetet efter att han hade blivit avsatt på grund av en korruptionsskandal. Han avled år 1892 och gravsattes på Oakwood Cemetery i Raleigh.